# Régent du Tibet
Pour les articles homonymes, voir Desi (homonymie).
Le régent du Tibet (en tibétain dési tibétain : སྡེ་སྲིད, Wylie : sde srid, littéralement « tête du groupe », rendu par « régent-ministre » ou « premier ministre » ou encore « chef ») est le détenteur du pouvoir.
Il est notamment le régent du Tibet durant la période du Ganden Phodrang (1642-1959), lors d'interrègne entre la mort d'un dalaï-lama et l'investiture de son successeur. Appelé rgyal tshab durant l’interrègne et sde srid à partir de la découverte d'un dalaï-lama, il avait un pouvoir quasi absolu, mais, après l'intronisation du dalaï-lama, son rôle était réduit à celui de conseiller.
René Grousset nomme de-srid de gTsang le prince du Tsang (gTsang) (auquel on donne également le titre de « roi »), lorsqu'il prend le pouvoir de Lhassa aux bonnets jaunes (gelugpa) entre 1630 et 1636), et décrivant qu'il s'est lui-même donné ce titre. Pour John Powers , le premier régent du Tibet, Sonam Chöphel, fut nommé par Güshi Khan en 1642 sous le règne du 5e dalaï lama.

## Période Phagmodrupa(1351-1642)

### Tsangpa Desi
Fidèles de l’école karmapa (bonnets rouges), les Tsangpa Desi (ou de-srid de gTsang) sont les desi (parfois nommés rois) du Tsang de 1565 à 1642.

#### Karma Tenkyong Wangpo (environ 1630 à 1636–1642)
Karma Tenkyong Wangpo, régent du Tsang depuis 1620, favorable aux écoles Karmapa (bonnets noirs) et Shamarpa (bonnets rouges) et opposé aux Gelugpa (bonnets jaunes). Il s'empare de Lhassa entre 1630 et 1636.

## Ganden Phodrang(1642-1959)

### Sonam Chöphel (1642–1658)

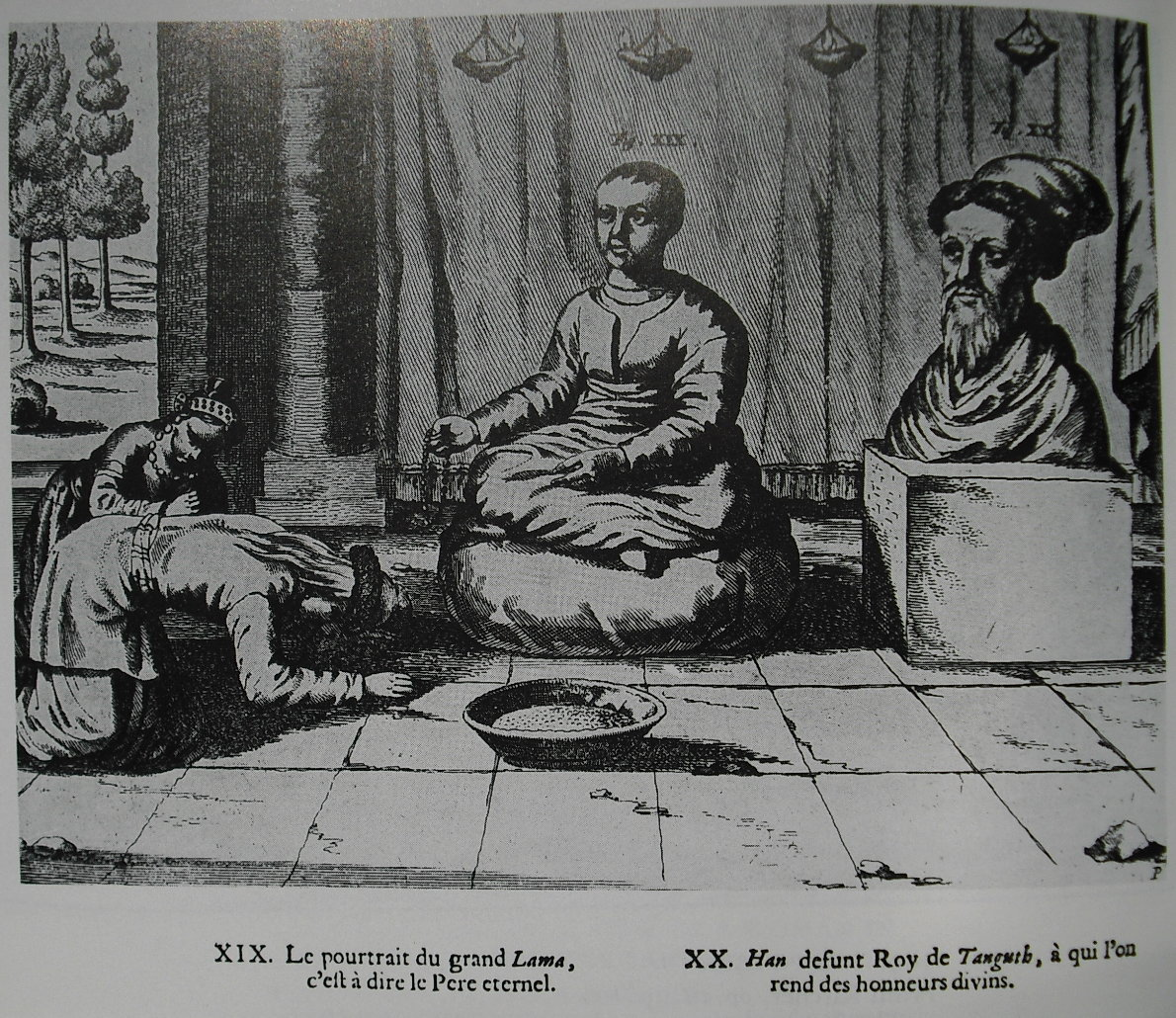
Représentation de Lobsang Gyatso et de la statue de Güshi Khan dans la loge du Dalaï-lama au Potala en 1661 par Johann Grueber dans China illustrata de Athanasius Kircher.

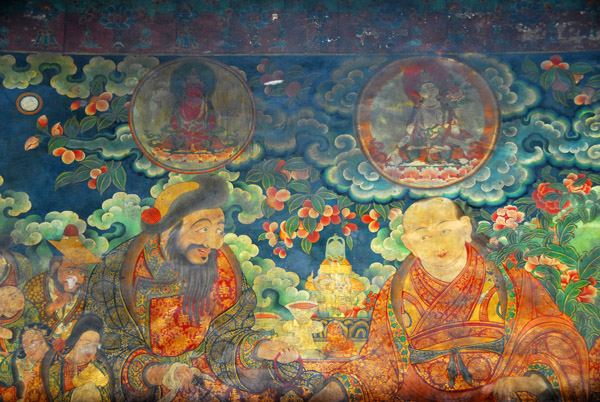
Güshi Khan et Sonam Rapten peinture murale de 1682.

Sonam Chöphel est le premier régent du Tibet. Güshi Khan, prince Qoshot, s'installe au Tibet en 1640 et s'établit autour du lac Qinghai (Kokonor en mongol). Il est dévot de l'école Gelugpa. Lobsang Gyatso (1617–1682), le 5e dalaï-lama, demande de l'aide à Güshi Khan pour reprendre le pouvoir. Il défait le dési Tsangpa en 1641 et l'emprisonne au fort de Néhu (Sneu) dans le Tibet central. En 1642, Güshi Khan est déclaré dirigeant du Tibet, sous la direction suprême du moine Lobsang Gyatso, le titre de dési étant conservé. Celui-ci en retour se place sous la protection de la tribu des Qoshots, en reconnaissant Güshi comme « protecteur et vicaire temporel de l'église jaune », qui deviennent alors maître de l'ensemble du Tibet,. Le Tibet, contrôlé alors par les Qoshots et Lobsang Gyatso, s'étend alors de l'actuel Xian de Kangding (Dartsedo en tibétain), aux portes du plateau du Tibet, jusqu'à la frontière du Ladakh, les régions plus à l'Est étant contrôlées par la dynastie Qing en 1644.

### Trinlé Gyatso (1658–1668)
Trinlé Gyatso

### Chöpön Depa (1668–1673)
Chöpön Depa

### Lobsang Jinpa (1675–1679)
Lobsang Jinpa

### Sangyé Gyatso (1679–1703)

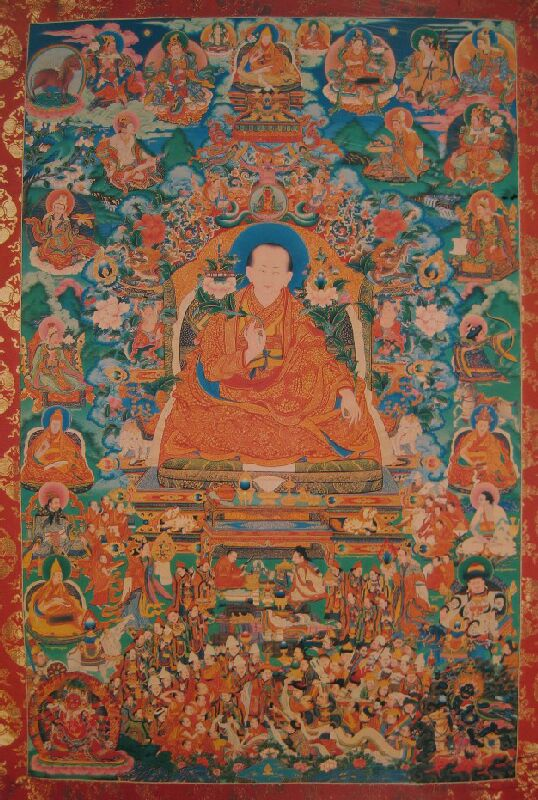
Thangka du XVIII représentant le dési Sangyé Gyatso, collection privée.

Nommé dési par le 5e dalaï-lama en 1679, Sangyé Gyatso dissimule la nouvelle de sa mort en 1682, afin de s'arroger son pouvoir. Continuant à traiter les affaires au nom du dalaï-lama, le dési choisit un jeune garçon, Cangyang Gyamtso, pour qu'il devienne le 6e dalaï-lama. Il collabore en secret avec les Dzoungars en révolte contre la cour impériale des Qing. Informé en 1696 des manigances du dési, l'empereur Kangsi s'abstient toutefois de le relever de ses fonctions. Cependant, Lhabzang Khan, descendant de Güshi Kan, le fait arrêter et exécuter. Quant au 6e damaï-lama, il est amené par les troupes Qing à Pékin mais meurt en route en 1706.

### Ngawang Rinchen (1703 - 1706)
Ngawang Rinchen est de 1703 à 1706 le 6e régent du Tibet, successeur et fils aîné de Sangyé Gyatso, nommé à cette fonction par son père.

### Lhazang Khan (1705–1717)

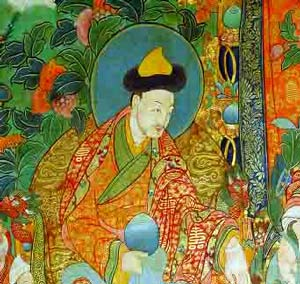
Lkhazan Khan.

Fils de Dalaï Khan, Lhazang Khan empoisonne son frère, Vangjal, qui gouverne les Qoshots de 1701 à 1703, et devient l'allié de l'empereur mandchou Kangxi, qui le nomme régent du Tibet. En 1705-1706, Lhazang Khan entre à Lhassa, met à mort le dési Sangyé Gyatso, dépose le jeune dalaï-lama qu'il avait choisi et en fait choisir un plus sûr.
Il est tué en 1717 par des combattants Dzoungars, dirigés par Tsewang Dondub, frère de Tsewang Rabtan, appelé par les Tibétains. Le dalaï-lama est obligé de fuir au monastère de Kumbum, près de Xining.

### Gyurme Namgyal (1747–1750)
Gyurme Namgyal

### Régents sous le contrôle direct de la dynastie Qing
Liste[source insuffisante]
- Ngawang Jampel Deleg Gyatsho (1755 — 1777)
- Ngawang Tshülthrim (1777 — 1787)
- Yeshe Lobsang Tenpai Gonpo (1787 — 1810)
- Ngawang Lobsang Thubten Jigme Gyatso (1811 — 1819)
- Ngawang Jampel Tshülthrim Gyatsho (de) (1819 — 1844)
- Palden Tenpai Nyima (1844 — 1845), également titre de panchen-lama
- Ngawang Yeshe Tsultrim Gyaltsen (1845 — 1855 et 1856 — 1862)
- Shatra Wangpug Gyalpo (1862 — 1864)
- Lobsang Khyenrab Wangchug (nl) (1864 — 1873)
- ngawang palden chökyi gyaltsen (zh) (1873 — 1886)
- Ngawang Lobsang Trinlé Rabgyé (1886 — 1895)
- Ngawang Lobsang Tenpey Gyaltsen (1904 — 1909)

#### Lobsang Khyenrab Wangchug (1791–1811)
Lobsang Khyenrab Wangchug (nl) (Taktra Rinpoché)

#### Ngawang Yeshe Tsultrim Gyaltsen (1845–1862)
Le 3e Réting Rinpoché, Ngawang Yeshe Tsultrim Gyaltsen, est régent du Tibet de 1845 à 1862, date à laquelle Shatra Wangpug Gyalpo, entre dans Lhassa et le remplace. Le réting rinpoché est obligé de s’enfuir d'abord au monastère de Séra, puis en Chine.

#### Shatra Wangpug Gyalpo (1862–1864)
Shatra Wangpug Gyalpo, un kalön est mécontent de l'utilisation de son sceau que fait son prédécesseur, pour attribuer titres et propriétés, sans se référer au kashag. Il tente de devenir garde des sceaux, mais se fait exiler par son prédécesseur. Il revient en 1862, accompagné de moines et de troupes et prend le pouvoir. Il meurt le 25 septembre 1864.

#### Lobsang Khyenrab Wangchug (1864–1872)
Lobsang Khyenrab Wangchug (nl) est régent du Tibet de 1864 à 1872.

#### Ngawang Palden Chökyi Gyaltsen (1873–1886)
Ngawang Palden Chökyi Gyaltsen (zh) est régent de 1873 à sa mort, en 1886

#### Ngawang Lobsang Trinlé Rabgyé (1886–1895)
Ngawang Lobsang Trinlé Rabgyé est régent de 1886 à 1895.

#### Ngawang Lobsang Tenpey Gyaltsen (1904–1909)
Ngawang Lobsang Tenpey Gyaltsen, 3e Tsemönling Rinpoché (nl), guru du monastère de Tsémön, est régent de 1904 à 1909.
À la suite de l'expédition militaire britannique au Tibet (1903-1904), des traités inégaux sont signés avec le Tibet, tout d'abord le Traité de Lhassa en 1904, puis la Convention de Simla en 1913 et 1914.

### Jamphel Yeshe Gyaltsen (1934–1941)
Jamphel Yeshe Gyaltsen (1911-1947) est le 5e Réting Rinpoché, abbé du monastère de Réting, au nord de Lhassa, dans le Tibet central. Il fut régent de 1934 à 1941, cédant provisoirement la place à Taktra Rinpoché, avant le terme de sa régence. Lorsqu'il voulut revenir au pouvoir en 1947, il fut accusé de complot contre Taktra, jeté en prison et mourut brusquement (tué, dit-on, par le gouvernement tibétain). Sa résidence fut démolie, ses biens vendus à l'encan, ses partisans au monastère de Séra emprisonnés ou tués, et le monastère de Réting détruit.
Pendant son inter-règne, il fit bâtir le gros-œuvre du stupa du 13e dalaï-lama. Il fut aussi à l'origine de la découverte et du choix du 14e dalaï-lama, dont il fut le premier précepteur. Il permit l'établissement à Lhassa d'un bureau de la commission des affaires mongoles et tibétaines du Kuomintang. Il possédait la société commerciale tibétaine Retingsang qui s'occupait du commerce du thé entre le Sichuan et le Tibet. Si la situation économique favorable valut au régent d'être très apprécié des Tibétains, par contre il n'était pas armé pour affronter la rouerie politique de ses ennemis.

### Ngawang Sungrab Thutob (1941–1950)
Ngawang Sungrab Thutob (1874-1952), le 3e Taktra Rinpoché (tibétain : སྟག་བྲག་, Wylie : sTag brag, également Takdrak, Tagdrag, etc.), fut régent du Tibet. En tant que tel, il se chargea de l'éducation du 14e dalaï-lama. Au début de 1941, il remplaça, à sa demande, le 5e Réting Rinpoché, Jamphel Yeshe Gyaltsen, avec qui il se trouva plus tard en conflit lorsque ce dernier voulut retrouver son poste. Accusé de complot et arrêté, Réting Rinpoché mourut en prison dans des circonstances mystérieuses.
En 1950, à la suite de la prise de Chamdo par l'armée populaire de libération, le régent Taktra Rinpoché démissionna, préparant la voie à la venue au pouvoir du 14e dalaï-lama.

## Inconvénients du système
Le système des régents ou dési a été pour beaucoup dans le peu d'aptitude et d'empressement du Tibet à faire les changements qui s'imposaient. L'inter-règne était généralement une période de stagnation et d'indécision où les factions luttaient entre elles pour les avantages liés au pouvoir alors que le pays avait besoin d'un véritable dirigeant.